# Perissus declaratus
Perissus declaratus là một loài bọ cánh cứng trong họ Cerambycidae.